# Fiammifero

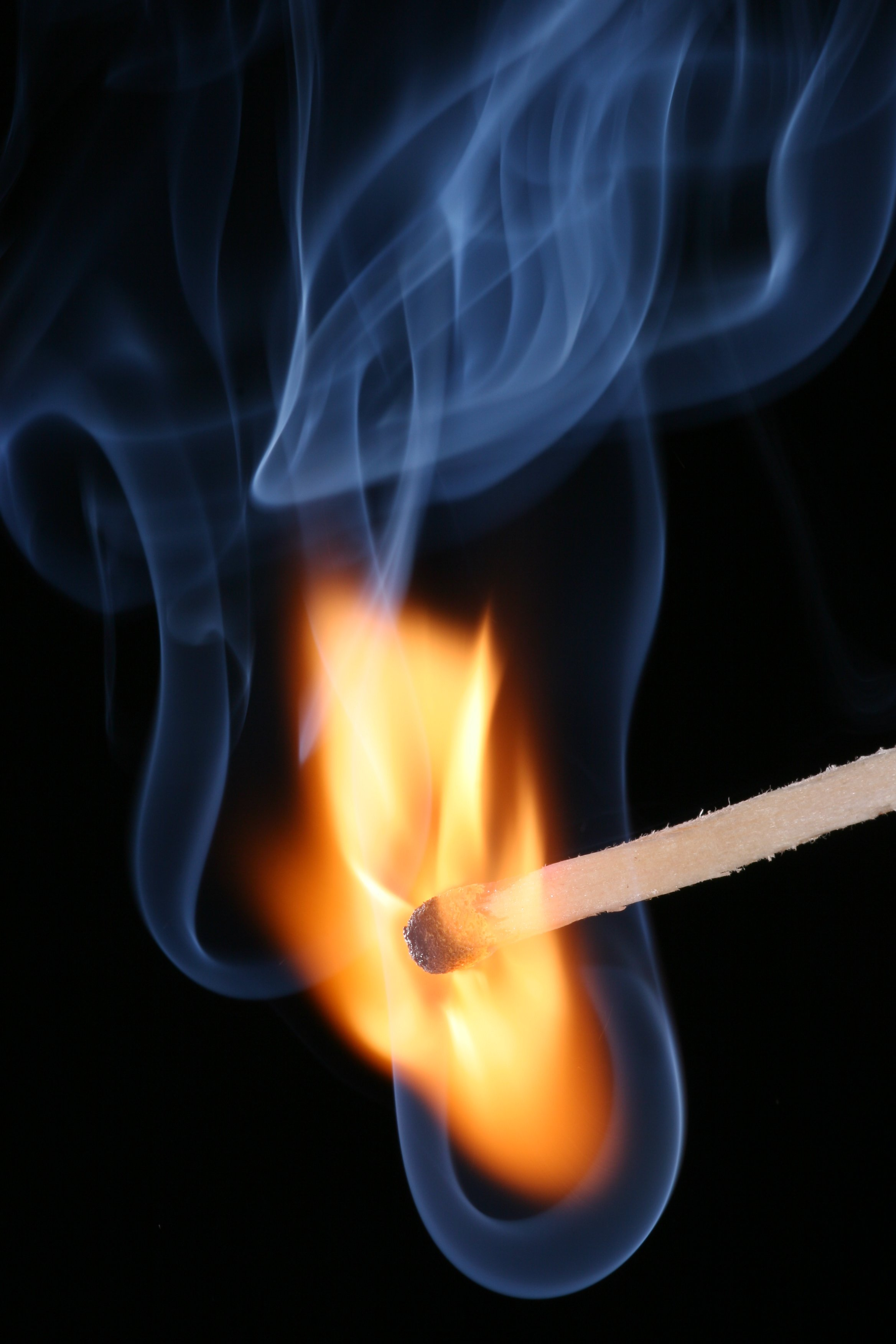
Fiammifero

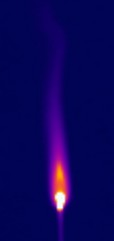
Termografia di un fiammifero acceso.

Il fiammifero è uno stelo o bastoncino di legno, cotone o carta cerata (cerino) di cui una estremità, chiamata capocchia, è ricoperta di una sostanza infiammabile generalmente composta di solfuro di fosforo e di clorato di potassio solo per i fiammiferi accendibili ovunque che, sfregata su una superficie ruvida composta da frammenti di vetro macinato di 3,0-3,2 decimi di millimetro mescolati con una colla vinilica appositamente studiata allo scopo, si incendia alimentando una fiamma di breve durata. Il sostantivo "fiammifero" è composto dal sostantivo latino flamma (fiamma) e dal verbo fĕro (portare, produrre, generare) ovvero, letteralmente, "che produce fiamma".

## Storia

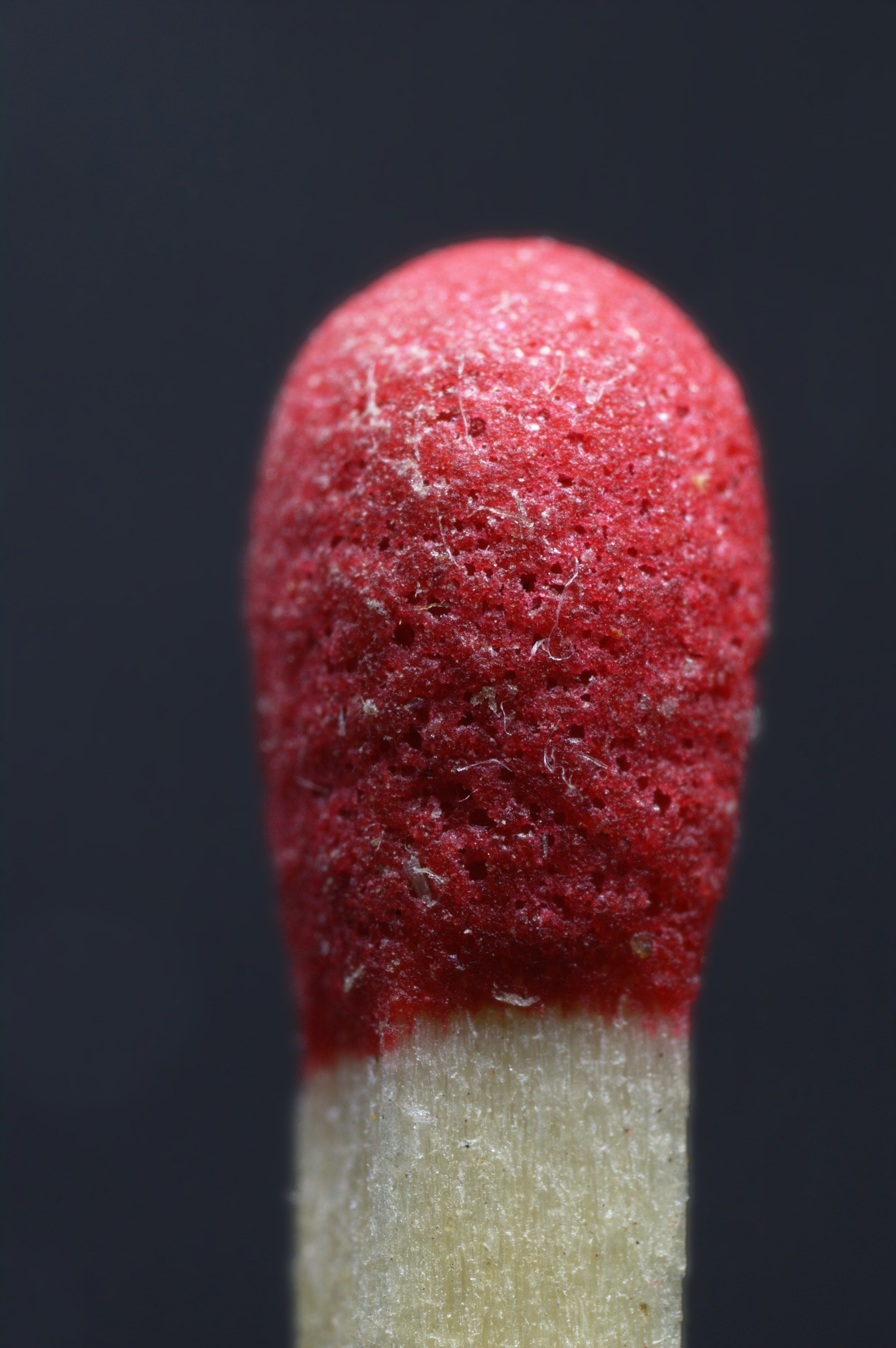
Capocchia di un fiammifero

### Fiammiferi a sfregamento
Il fiammifero è uno strumento relativamente recente, la cui prima produzione industriale, perfezionata dal chimico inglese John Walker, risale al 1827.
Un lavoro pionieristico in questo campo era già stato svolto da Robert Boyle negli anni 1680 con l'utilizzo di fosforo e zolfo, ma gli sforzi dell'inventore non furono coronati dalla realizzazione di un prodotto dotato di una qualche utilità pratica.
Un secolo e mezzo dopo, invece, Walker scoprì che una miscela di solfuro di antimonio (III), clorato di potassio, gomma e amido aveva il potere di accendersi e prendere fuoco grazie al violento calore generato dall'attrito della miscela sfregata su una superficie ruvida.
Questi primi fiammiferi avevano tuttavia una serie di problemi: l'accensione era troppo brusca e violenta e produceva lanci di scintille anche a grandi distanze, la fiamma era instabile e l'odore prodotto dalla combustione risultava particolarmente sgradevole.
Nel 1831 il chimico francese Charles Sauria pensò di aggiungere del fosforo bianco alla miscela per eliminare il cattivo odore: questi nuovi fiammiferi, nonostante dovessero essere tenuti sigillati per non esporre a lungo la miscela all'aria, ebbero buona diffusione sebbene il fosforo sprigionato dalla combustione si rivelasse tossico per gli operai addetti alla produzione dei fiammiferi, per cui seguì una pressante campagna a favore dell'abolizione di questo modello di fiammiferi.
Nel 1836, l'ungherese János Irinyi, al tempo studente di chimica, rimpiazzò il clorato di potassio con ossido di piombo ottenendo fiammiferi capaci di accendersi dolcemente. Egli vendette l'invenzione al produttore di fiammiferi Istvan Rómer. Rómer, ricco farmacista ungherese che viveva a Vienna, comprò dal povero studente Irinyi l'invenzione e i diritti di produzione per 60 fiorini. Grazie a questo affare Rómer divenne ancora più ricco producendo e vendendo fiammiferi, mentre Irinyi morì in povertà.

### Proibizione del fosforo bianco
I primi fiammiferi, inclusi quelli di Irinyi, erano pericolosi sia per i fabbricatori che per gli utilizzatori a causa della tossicità del fosforo bianco. La ricerca di un suo sostituto che fosse innocuo portò all'invenzione dei cosiddetti fiammiferi di sicurezza discussi più sotto.
Tuttavia la produzione dei fiammiferi di sicurezza era più costosa rispetto a quella dei fiammiferi basati sul fosforo bianco, che pertanto continuarono ad essere i più venduti fino a che non vennero approvate leggi che li proibirono. La Finlandia vietò i fiammiferi al fosforo bianco nel 1872; la Danimarca nel 1874; la Svezia nel 1879; la Svizzera nel 1881 e i Paesi Bassi nel 1901.
Nel 1906 a Berna, in Svizzera, fu raggiunto un accordo, la Convenzione di Berna, per proibire l'uso di fosforo bianco nei fiammiferi. Questo accordo portò ogni paese a varare leggi che vietassero l'uso di tale sostanza nei fiammiferi. Gli Stati Uniti non vararono una legge in tal senso, ma introdussero nel 1913 una tassa punitiva sui fiammiferi basati sul fosforo bianco. India e Giappone li misero al bando nel 1919, la Cina nel 1925.

### Fiammiferi di sicurezza

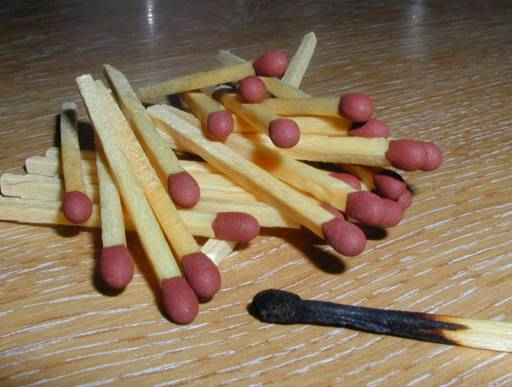
Fiammiferi di sicurezza

#### Fiammiferi svedesi
I fiammiferi svedesi o di sicurezza furono inventati nel 1844 da Gustaf Erik Pasch e migliorati da Johan Edvard Lundström circa dieci anni dopo.
Questo tipo di fiammifero era più sicuro poiché gli ingredienti che formavano la miscela combustibile erano separati, essendo in parte situati nella capocchia e in parte su una superficie appositamente preparata per sfregarvi il fiammifero per accenderlo.
Tale superficie era costituita di vetro polverizzato e fosforo rosso e la capocchia conteneva solfuro di antimonio e clorato di potassio. Lo sfregamento trasformava il fosforo rosso in bianco tramite il calore dovuto all'attrito, il fosforo bianco si infiammava, accendendo così la capocchia del fiammifero.
La sicurezza derivava sia dall'aver sostituito il pericoloso fosforo bianco con il più innocuo fosforo rosso, sia dal fatto che il fiammifero si accendeva solo se sfregato sulla apposita superficie presente sulla scatola. Non corrisponde al vero che il fiammifero svedese si accenda poiché il fosforo rosso, che è il supporto della scatola, si incendia bensì il fosforo fa da innesco al clorato per accendere la capocchia dell'amorfo. Nel campo del fiammifero "di sicurezza" si parla solo per l'accensione del fiammifero con facilità o meno. È di sicurezza il fiammifero che si accende con una base di fosforo e un accendibile ovunque è un fiammifero che si accende anche sfregando due fiammiferi insieme. 
L'amorfo è composto da colla animale, da ossido di zinco, vetro in polvere (da quando è stato sostituito l'amianto), farina fossile colofonia, zolfo, biossido di titanio, fecola, clorato e colorante. L'accendibile è composto da colla animale, antischiuma, colorante, sesqui ossido di zinco carbonato di calcio, polvere di vetro clorato, zolfo. Esiste uno speciale fiammifero con testa bianca che prevede, fecola, colla animale, clorato e premix.

#### Fiammiferi accendibili ovunque
I chimici francesi Savene e Cahen svilupparono un altro tipo di fiammiferi di sicurezza, denominati fiammiferi accendibili ovunque (in inglese strike-anywhere match, letteralmente fiammifero striscia-ovunque) utilizzando sesquisolfuro di fosforo. Essi dimostrarono che tale sostanza non era velenosa, poteva essere utilizzata per produrre fiammiferi accendibili per sfregamento su una qualsiasi superficie ruvida e che l'accensione di tali fiammiferi non avveniva in maniera violenta: brevettarono il loro composto, basato su sesquisolfuro di fosforo e clorato di potassio, nel 1898. La sicurezza, ancora una volta, era dovuta al fatto che non veniva utilizzato il fosforo bianco: comunque, a differenza dei fiammiferi svedesi che non possono autoaccendersi visto che una parte della miscela combustibile è sulla superficie esterna alla scatola, i fiammiferi accendibili ovunque sono autosufficienti e quindi in grado di produrre l'imprevista accensione della scatola.

### Fiammiferi speciali

#### Fiammiferi controvento
I fiammiferi controvento (o antivento) sono fiammiferi concepiti per continuare a produrre la fiamma anche in presenza di forte vento: il bastoncino è rivestito per due terzi con la miscela di clorato di potassio e solfuro di antimonio e la sua fiamma è in grado di resistere a forti soffi d'aria. Normalmente presentano un rivestimento in cera impermeabilizzante (sia il fiammifero sia la scatola) per renderli resistenti anche all'umidità.

### Brevetti e produttori

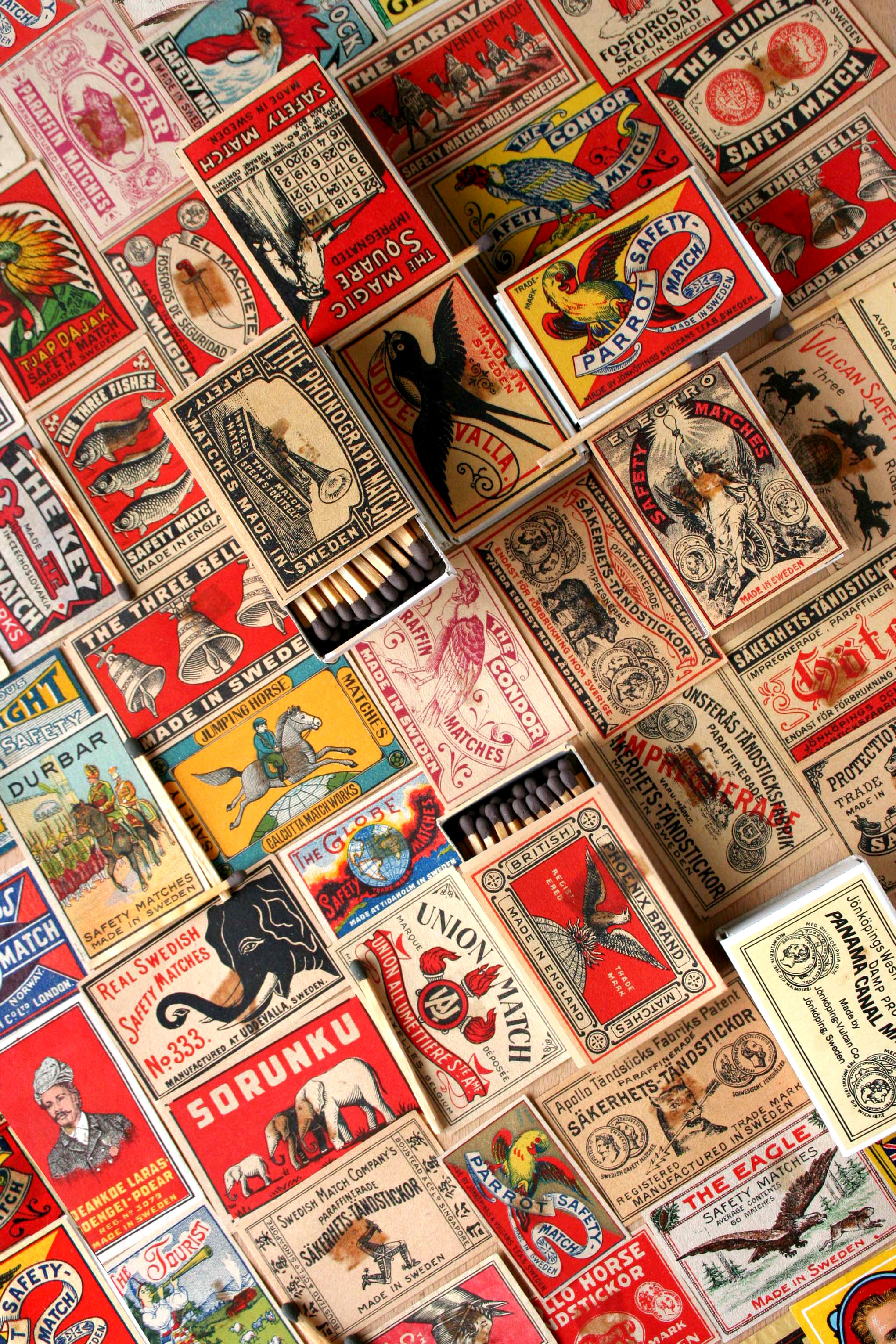
Vecchie scatole ed etichette di fiammiferi svedesi

Gli svedesi detennero a lungo un monopolio virtuale mondiale sui fiammiferi di sicurezza, con la loro industria situata principalmente a Jönköping. Essi vendettero il loro brevetto per la Francia alla Coigent père & Fils di Lione, ma Coigent contestò il pagamento alla corte francese sulla base del fatto che l'invenzione fosse già conosciuta a Vienna prima che Lundström la brevettasse. Il produttore inglese di fiammiferi Bryant and May visitò Jönköping cercando di ottenere un approvvigionamento di fiammiferi di sicurezza ma non ci riuscì. Nel 1862 costruì la sua fabbrica di fiammiferi di sicurezza comprando i diritti per il brevetto inglese da Lundström.
Nel 1899 Albright e Wilson svilupparono un metodo sicuro per produrre grandi quantità di sesquisolfuro di fosforo e cominciarono a venderlo ai produttori di fiammiferi nel Regno Unito. Nel 1901 cominciarono a produrlo per il mercato statunitense in un impianto vicino alle Cascate del Niagara, ma i produttori statunitensi continuarono ad usare principalmente fosforo bianco. Nel 1913 Albright e Wilson cominciarono a produrre anche fosforo rosso.

### Storia dei fiammiferi in Italia

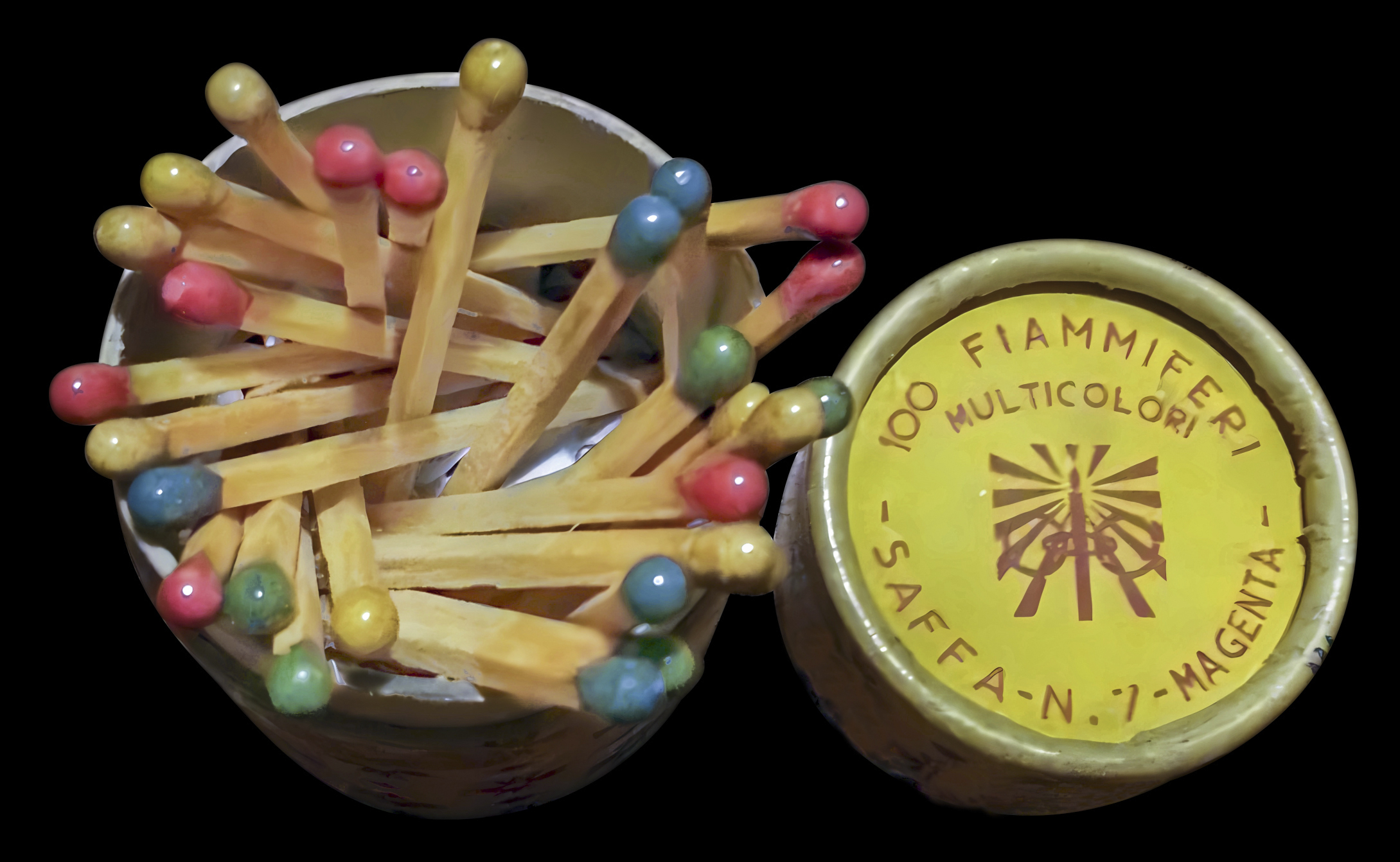
Fiammiferi multicolori

La prima fabbrica di fiammiferi in Italia fu, probabilmente quella fondata nel 1831 ad Empoli da Filippo Barrier, di origini francesi. Essa fu ceduta nel 1832 a Luigi Santini, il quale le assicurò grande sviluppo e notevoli perfezionamenti. Nel 1845 sorgevano altre fabbriche, se ne potevano contare una diecina in Piemonte, Toscana e Sicilia.
Importanti furono la Fabbrica di Fiammiferi "Luigi Medici" fondata nel 1854, la Fabbrica di Fiammiferi "Giacomo Medici", fondata nel 1860 e lo stabilimento fondato nel 1865 da Ambrogio Dellachà, sulle colline di Moncalieri. Il 31 dicembre 1898 fu fondata Milano la Società Anonima Fabbriche Riunite di Fiammiferi con capitale sociale di lire 2.800.000, composta dai tredici più importanti stabilimenti d'Italia, fra cui Giacomo Medici, Luigi Baschiera e Ambrogio Dellachà. 
Il gruppo industriale più importante fu costituito dalla Società Anonima Fabbriche Fiammiferi ed Affini (S.A.F.F.A.), fondata nel 1932 a Ponte Nuovo che incorporò la Società Anonima Fabbriche Riunite di Fiammiferi. Fu specializzata anche nella produzione di fiammiferi multicolori, nel 1906 arrivò a contare 1600 operai. Negli anni 1970, grazie anche alla meccanizzazione della produzione, lo stabilimento arrivò a produrre circa 35/40 miliardi di fiammiferi all'anno, ricavati per lo più da tronchi di pioppo, economici ed adatti a questo tipo di produzione su vasta scala.